# 카를로 로세티
카를로 로세티(Carlo Rossetti, 1876년 10월 18일 출생 ~ 1948년 9월 26일 사망)는 이탈리아(당시 이탈리아 왕국)의 외교관이자 해군 제독이다.
대한제국과 이탈리아와의 외교 관계는 1884년 조이수호통상조약을 체결하면서 성립되었으나 조약 비준서의 교환은 1886년에 정식으로 이루어졌다. 한동안 이탈리아는 외교통상업무를 대영제국 공사관에 맡기다가 1901년 12월부터 자국의 외교관을 파견하게 되었다. 초대 대한제국 주재 이탈리아 영사는 로세티의 친구인 우고 프란체세티 디 말그라(Ugo Francesetti di Malgra) 백작이었는데 그가 1902년에 장티푸스로 죽자 그가 부임한 것이다. 부임기간은 1902년 11월 6일부터 1903년 5월 15일까지였다. 그 해에 이탈리아로 귀국, 1904년부터 1905년까지 「꼬레아 에 꼬레아니(Corea e coreani)」, 「한국에서의 서한(Lettere dalla Corea)」 등 다수의 서적과 논문을 발표하였다.
그는 군인으로 활동한 경력을 가지고 있었다. 1889년 리보르노 해군사관학교에 입교, 5년동안 교육을 받다가 1894년 6월 16일 이학사 학위를 받고 해군 소위로 임관했다. 그가 대한제국 영사로 활동했을 당시 계급은 중위였다. 그리고 제1차 세계 대전 중에 수훈을 세워 십자훈장을 받았으며, 해군 소장으로 예편되었다.